# Юнггрен, Магнус
Ма́гнус Ю́нггрен (также Льюнггрен, швед. Magnus Ljunggren; 25 октября 1942 — 20 июня 2022) — шведский литературовед, славист, переводчик, журналист.

## Биография
Магнус Юнггрен родился 25 октября 1942 года.
В 1961 году окончил гимназию в Стокгольме, в 1968 году — Стокгольмский университет. В 1963—1976 годах работал преподавателем Славянского института Стокгольмского университета, занимался исследованиями комплекса проблем русского символизма; считается одним из ведущих западных специалистов в этой области. С 1963 публикует статьи в периодической печати о русской литературе, правозащитном движении в СССР и др. С 1968 года — лиценциат Славянского института Стокгольмского университета.
В 1977—1978 годах был стажёром Ленинградского государственного университета имени А. А. Жданова. В 1983 стажировался в Московском государственном университете имени М. В. Ломоносова, где изучал проблемы русской литературы и истории российского психоаналитического движения. В 1983—1996 годах занимался исследовательской и литературной работой по специальным государственным грантам. С 1996 преподавал русскую литературу в Славянском институте Гётеборгского университета.
Доктор филологии (1982), доцент (1996).
Автор книг «Мечта о возрождении. Исследование романа Андрея Белого „Петербург“» (1982), «Русский мефистофель. Исследование жизни и творчества Эмиля Меттнера» (1994) и статей по русской литературе и истории российского психоанализа.
Скончался 20 июня 2022 года.